# 大阪百万円
大阪百万円（おおさかひゃくまんえん、1963年〈昭和38年〉5月6日 - ）は、大阪府出身の元俳優、元お笑い芸人。本名は菊池 隆（きくち たかし）。

## 来歴・人物
高卒で入社した企業を退社後、1985年にビートたけしに師事。たけし軍団の2軍的存在のたけし軍団セピアに在籍。
名前の由来は、弟子入りのために貯めた持参金が100万円だった事からで「大阪から100万円持って東京に来た」から。本来は、この100万円を生活費に充て、たけしに純粋に芸を教えて貰いたいと思っていたが、先輩のそのまんま東、ダンカンを中心とした軍団メンバー達にたかられ、1週間でほとんど使い果たしたという（たけしから、芸名を大阪一万円に改名するかと言われた程）。
たけし軍団セピアの中では、ひときわ芸人然とした佇まいであった。普段は極めて無口で、芸事をする時にだけ発する表情の豊かさと天性のリアクションは関係者に評判だった。そしてそのスタイル自体は浅草時代からのたけしの同僚で『毒針巷談』などの著作がある作家の井上雅義に「師匠のビートたけしの昔の頃とオーバーラップしていた」、「どこはかとなく深見千三郎師匠とも少し似た風貌」と評された。
1985年から『ビートたけしのスポーツ大将』『痛快なりゆき番組 風雲!たけし城』『天才・たけしの元気が出るテレビ!!』『スーパージョッキー』などでたけし軍団のスケジュール自体も過密になる中で、ただテレビに露出する事のみのあり方に疑問を感じていた。当時たけし一門で修業と言えば師匠の付き人である“ボーヤ”だったが、キドカラー大道のボーヤ長期化でその道も閉ざされていた。そこで松尾伴内以降途絶えていたビートたけしの出身であるストリップ劇場浅草フランス座での修行をたけしに直訴。たけし軍団とは別な方途で明日のビートたけしを目指すメンバーが居る当時のフランス座での、先輩芸人のいじめ行為とも取れるしごきに耐えつつ、1年後にたけし軍団へ復帰する。
1986年12月9日、ビートたけしとたけし軍団10名に率いられ講談社を襲撃し、暴行・建造物侵入・器物損壊の現行犯で逮捕される。
制作サイドの評価も高く、軽演劇の経験も得て、『スーパージョッキー』でも彼を中心に進めていた企画もあった。しかしそんな中、些細な事がきっかけで先輩のダンカンから暴力を受ける。以前から続くダンカンの理不尽な暴力行為やその態度に嫌気がさし、サード長嶋と共に離脱を決意。「2人でマンザイを組む」と、取ってつけた様な理由を突然たけしに申し出る。彼を中心とした各種新企画が進行する中だったために現場は混乱。企画再調整を余儀なくされ、たけしも当時のオフィス北野社長森昌行も激怒。半ば追われる形で軍団を離脱した。
その後、小規模な俳優事務所に籍を置き、名前もそのままにVシネマなどに端役として出演していた。しかし、支払いが滞るなど、度重なるトラブルから所属事務所を離れ、その後はショービジネスからも離れたとみられる。
2020年代から映像コンテンツ権利処理機構に連絡のとれない権利者として掲載されている。

## 主な出演作品

### テレビ
- 代表取締役刑事 第31話「誰が為に鐘が鳴る」（1990年、テレビ朝日）
- 火曜サスペンス劇場「森村誠一の結婚株式会社」（1990年11月6日、日本テレビ）
- NHK大河ドラマ「太平記」（1991年、NHK）- 石の家来 役

### オリジナルビデオ
- 静かなるドン - 山野穴太 役（5、6出演）